# Eurydice longicornis
Eurydice longicornis är en kräftdjursart som först beskrevs av Studer.  Eurydice longicornis ingår i släktet Eurydice och familjen Cirolanidae. Inga underarter finns listade i Catalogue of Life.